# Olivierosuchus
Olivierosuchus is een geslacht van uitgestorven therocephalische Therapsida. Het is een lid van de familie Akidnognathidae. 

## Vondst en naamgeving
Fossielen van Olivierosuchus zijn gevonden in de Lystrosaurus Assemblage Zone uit het Vroeg-Trias van Zuid-Afrika.
Adrian S. Brink benoemde in 1965 de typesoort Olivieria parringtoni. De geslachtsnaam verwees naar de vindplaats Oliviershoek. De soortaanduiding eert Francis Rex Parrington.
De naam was echter al bezet door de tweevleugelige Olivieria lateralis Robineau-Desvoidy, 1830. Daarom gaven Christian Kammerer en Christian Alfred Sidor in 2002 de vervangingsnaam Olivierosuchus, de 'krokodil van Oliviershoek'. Het dier is overigens niet nauw aan de krokodillen verwant: suchus werd tegen 1900 een alternatief voor saurus.
Het holotype is SAM 379, een stuk onderkaak met postcraniaal skelet gevonden in de Balfourformatie. Schedels zijn later toegewezen.

## Beschrijving
In tegenstelling tot andere akidnognathiden als Moschorhinus, heeft Olivierosuchus een smalle snuit en minder postcanine tanden. Als onderscheidend kenmerk heeft Olivierosuchus ook een scherpe rand bij de choana, een opening in het schedelverhemelte. Bulten en uitsteeksels bedekken het pterygoïde, een bot dat deel uitmaakt van het verhemelte.

## Fylogenie
Olivierosuchus was een toproofdier van de lagere Lystrosaurus Assemblage Zone (LAZ) en leefde naast andere grote therapsiden als Moschorhinus. De grote diversiteit aan akidnognathiden in de LAZ suggereert dat de groep snel herstelde van het Perm-Trias-extinctie, een massale uitsterving waarbij veel andere therapside groepen verdwenen.

## Levenswijze
Een in 2010 beschreven holvorm van de LAZ is toegeschreven aan Olivierosuchus of een verwante therocephaliër. Het hol is recht en breed en heeft een aparte ingang en leefruimte. Overblijfselen van een juveniele lystrosauride dicynodont werden gevonden in een hol, maar het individu was waarschijnlijk te klein om het hol te graven. Het is mogelijk dat het hol de thuisbasis was van een Olivierosuchus die de overblijfselen van de dicynodont als prooi in de tunnel had verstopt. Carnivore tetrapoden maakten typisch rechte holen en bewaarden er vaak voedsel in, wat bewijs levert voor deze interpretatie van het Zuid-Afrikaanse hol.